# Arcidiocesi di Sydney
L'arcidiocesi di Sydney (in latino Archidioecesis Sydneyensis) è una sede metropolitana della Chiesa cattolica in Australia. Nel 2024 contava 596.680 battezzati su 2.610.700 abitanti. È retta dall'arcivescovo Anthony Colin Fisher, O.P.

## Territorio
L'arcidiocesi comprende il centro della città di Sydney, dove si trova la cattedrale di Santa Maria, e l'isola Norfolk.
Il territorio è suddiviso in 130 parrocchie, raggruppate in 11 decanati.
Nell'arcidiocesi, oltre ad essere presente un seminario diocesano, è stato istituito anche un seminario Redemptoris Mater.

## Storia
Il vicariato apostolico della Nuova Olanda e della Terra di Van Diemen fu eretto il 3 giugno 1834 con il breve Pastoralis officii di papa Gregorio XVI, ricavandone il territorio dal vicariato apostolico di Mauritius (oggi diocesi di Port-Louis).
Si trattò della prima circoscrizione ecclesiastica in Australia. In precedenza erano stati fatti altri tentativi, a partire dal progetto di una missione nelle terre australi inesplorate nel 1666, di una missione nella Terra Australis nel 1681. Nel 1804 James Dixon, un sacerdote irlandese deportato in Australia, ebbe il titolo personale di prefetto apostolico, ma ritornò in Irlanda nel 1808. Nel 1816 fu approvata l'erezione del vicariato apostolico della Nuova Olanda, ma rimase sulla carta senza trovare attuazione e nel 1819 l'intera Australia fu posta sotto la giurisdizione del vicariato apostolico di Mauritius fino al 1834.
Il 5 aprile 1842, per effetto del breve Ex debito di papa Gregorio XVI, il vicariato apostolico della Nuova Olanda e della Terra di Van Diemen cedette porzioni del suo territorio a vantaggio dell'erezione dei vicariati apostolici di Adelaide e di Hobart (oggi entrambe arcidiocesi) e nel contempo modificò il proprio nome in vicariato apostolico di Sydney.
Il 22 aprile dello stesso anno il vicariato apostolico di Sydney è stato elevato al rango di arcidiocesi metropolitana con il breve Ad supremum dello stesso papa Gregorio XVI.
Il 6 maggio 1845 cedette una porzione di territorio a vantaggio dell'erezione della diocesi di Perth (oggi arcidiocesi); contestualmente furono affidati in amministrazione al vescovo di Perth i territori di Essington (oggi diocesi di Darwin), nel Territorio del Nord, e di Sonde, sulla costa meridionale dell'Australia Occidentale, eretti nella stessa occasione in vicariati apostolici. Il vicariato apostolico di Sonde verrà soppresso nel 1847.
Successivamente ha ceduto ancora porzioni di territorio a vantaggio dell'erezione di nuove circoscrizioni ecclesiastiche e precisamente:
- le diocesi di Melbourne (oggi arcidiocesi) e di Maitland (oggi diocesi di Maitland-Newcastle) il 25 giugno 1847;
- la diocesi di Brisbane (oggi arcidiocesi) il 12 aprile 1859;
- la diocesi di Goulburn (oggi arcidiocesi di Canberra e Goulburn) il 17 novembre 1862; alla stessa diocesi ha ceduto un'altra porzione di territorio il 28 luglio 1917;
- la diocesi di Armidale il 28 novembre 1862;
- la diocesi di Bathurst il 20 giugno 1865;
- la diocesi di Wollongong il 15 novembre 1951;
- le diocesi di Broken Bay e di Parramatta l'8 aprile 1986.

## Cronotassi dei vescovi
Si omettono i periodi di sede vacante non superiori ai 2 anni o non storicamente accertati.
- John Bede Polding, O.S.B. † (3 giugno 1833 - 16 marzo 1877 deceduto)
- Roger William Bede Vaughan, O.S.B. † (16 marzo 1877 succeduto - 17 agosto 1883 deceduto)
- Francis Patrick Moran † (14 marzo 1884 - 17 agosto 1911 deceduto)
- Michael Kelly † (17 agosto 1911 succeduto - 8 marzo 1940 deceduto)
- Norman Thomas Gilroy † (8 marzo 1940 succeduto - 9 luglio 1971 ritirato)
- James Darcy Freeman † (9 luglio 1971 - 12 febbraio 1983 ritirato)
- Edward Bede Clancy † (12 febbraio 1983 - 26 marzo 2001 ritirato)
- George Pell † (26 marzo 2001 - 24 febbraio 2014 nominato prefetto della Segreteria per l'economia)[5]
- Anthony Colin Fisher, O.P., dal 18 settembre 2014

## Statistiche
L'arcidiocesi nel 2024 su una popolazione di 2.610.700 persone contava 596.680 battezzati, corrispondenti al 22,9% del totale.
| anno | popolazione | popolazione | popolazione | presbiteri | presbiteri | presbiteri | presbiteri                | diaconi | religiosi | religiosi | parrocchie |
| anno | battezzati  | totale      | %           | numero     | secolari   | regolari   | battezzati per presbitero | diaconi | uomini    | donne     | parrocchie |
| ---- | ----------- | ----------- | ----------- | ---------- | ---------- | ---------- | ------------------------- | ------- | --------- | --------- | ---------- |
| 1950 | 414.910     | 1.885.818   | 22,0        | 572        | 316        | 256        | 725                       |         | 756       | 2.388     | 165        |
| 1966 | 634.320     | 2.996.600   | 21,2        | 743        | 429        | 314        | 853                       |         | 738       | 2.674     | 199        |
| 1968 | 634.320     | 2.200.000   | 28,8        | 764        | 426        | 338        | 830                       |         | 1.158     | 3.011     | 200        |
| 1980 | 838.095     | 3.098.600   | 27,0        | 804        | 415        | 389        | 1.042                     |         | 1.130     | 2.499     | 221        |
| 1990 | 801.000     | 2.513.400   | 31,9        | 495        | 221        | 274        | 1.618                     |         | 778       | 2.020     | 141        |
| 1999 | 589.244     | 1.824.810   | 32,3        | 498        | 228        | 270        | 1.183                     | 1       | 287       | 1.368     | 137        |
| 2000 | 589.244     | 1.824.810   | 32,3        | 488        | 218        | 270        | 1.207                     | 1       | 286       | 1.388     | 137        |
| 2001 | 589.012     | 1.825.012   | 32,3        | 466        | 194        | 272        | 1.263                     | 4       | 304       | 1.376     | 137        |
| 2002 | 589.042     | 1.825.012   | 32,3        | 447        | 193        | 254        | 1.317                     | 4       | 286       | 1.388     | 138        |
| 2003 | 578.567     | 1.993.236   | 29,0        | 487        | 222        | 265        | 1.188                     | 5       | 286       | 1.388     | 138        |
| 2004 | 578.567     | 1.993.236   | 29,0        | 519        | 254        | 265        | 1.114                     | 5       | 525       | 1.383     | 139        |
| 2010 | 634.000     | 2.366.000   | 26,8        | 478        | 237        | 241        | 1.326                     | 5       | 472       | 1.111     | 138        |
| 2014 | 611.392     | 2.528.000   | 24,2        | 493        | 217        | 276        | 1.240                     | 3       | 470       | 1.051     | 137        |
| 2017 | 638.300     | 2.638.400   | 24,2        | 473        | 221        | 252        | 1.349                     | 7       | 442       | 851       | 136        |
| 2020 | 667.900     | 2.760.900   | 24,2        | 456        | 207        | 249        | 1.464                     | 14      | 440       | 767       | 135        |
| 2022 | 687.400     | 2.841.540   | 24,2        | 444        | 206        | 238        | 1.548                     | 14      | 412       | 724       | 133        |
| 2023 | 590.186     | 2.582.308   | 22,9        | 447        | 211        | 236        | 1.320                     | 14      | 413       | 722       | 133        |
| 2024 | 596.680     | 2.610.700   | 22,9        | 440        | 205        | 235        | 1.356                     | 15      | 445       | 659       | 130        |